# 연헌성
연헌성(淵獻誠, 651년~692년)은 연남생의 아들이자 연개소문의 손자이다. 연남생이 당에 투항할 때 그의 사신이 되어 당 고종을 만났으며, 이후 당의 장군으로 활약하였다. 삼국사기에 그의 전기가 남아 있다.

## 생애
연남생이 대막리지가 되자, 아우인 연남건, 연남산과의 사이가 벌어지게 된다. 어떤 자가 연남생에게 "당신의 아우들이 그대를 받아들이려 하지 않는다"고 참소하자 연남생은 첩자를 파견하여 이를 확인하게 하였다. 그러나 연남건이 이를 미리 알고 첩자를 체포하였으며, 보장왕의 명을 가장하여 남생을 불러들인다. 이에 연남건은 남생의 아들이자 연헌성의 형제인 연헌충(淵獻忠)을 살해하였고, 이에 연남생은 국내성으로 피신하여 당나라와 내통하였다. 이때 연헌성은 연남생의 사신이 되어 당나라에 항복했다. 당 고종은 크게 기뻐하여 연헌성을 우무위장군(右武衛將軍)에 제수하고, 계필하력을 파견하여 연남생을 구원하였다.
이후 연헌성은 연남생과 함께 당나라의 관리로 활동했다. 측천무후 초기에는 우위대장군(右衛大將軍), 우림위(羽林衛, 황제 근위대장)의 직을 겸하였다. 당시 측천무후는 문무관 중에 활을 잘 쏘는 사람 5명을 뽑아 상을 주려 하였다. 이에 내사(內史) 장광보(張光輔), 우왕검위대장군(右王鈐衛大將軍) 설토마지(薛吐摩支) 등이 연헌성에게 1등의 자리를 양보하였다.
이에 연헌성이 무후에게 아뢰기를 "폐하께서 활 잘쏘는 이를 고르셨으나, 그는 화인(華人)이 아닙니다. 신은 당의 관리들이 활쏘기를 수치스러워 할까 두렵습니다. 이를 그만 두는 것이 어떨까 합니다"라고 하니, 무후가 흔쾌히 받아들였다.
훗날 내준신(來俊臣)이 뇌물을 청하자 연헌성은 대답하지 않았고 이에 참소를 받아 반역죄로 몰려 목매달려 죽었다. 나중에 측천무후는 그의 원통함을 알고 우우림위대장군(右羽林衛大將軍)에 추증하고, 예로써 장사지냈다.

## 가계
- 증조부 : 연태조(淵太祚, ?~631년 이전)
- 조부 : 연개소문(淵蓋蘇文, ?~665)
- 조모 : 고소연(高蘇淵)
- 아버지 : 연남생(淵男生, 634~679)
- 어머니 : ?
  - 숙부 : 연남건
  - 숙부 : 연남산
    - 형: 연헌충
      - 아들: 연현은

## 연헌성이 등장한 작품
- 《연개소문》(SBS, 2006년~2007년, 배우:서준영)

## 평가
김부식은 연헌성에 대해 당나라에서 이름난 인물이었으나, 고구려의 입장에서는 반역자라고 평가하고 있다.